# El Torrent (Rupit i Pruit)
El Torrent és una masia de Pruit, al municipi de Rupit i Pruit (Osona), inclosa a l'Inventari del Patrimoni Arquitectònic de Catalunya.

## Descripció
Masia de planta rectangular coberta a dues vessants i amb el carener perpendicular a la façana, situada a migdia. Consta de planta baixa i dos pisos. La façana presenta un portal d'arc apuntat amb la dovella central datada i esgrafiada. Els dos pisos són porticats amb arc de mig punt llevat del central, que té el mateix arc que el portal, i l'obertura més ample. Les finestres són motllurades i conserven les espieres. A la part de llevant s'hi adossa un porxo sostingut en un extrem per un pilar de pedra. A ponent, un portal rectangular i finestres motllurades i espieres, la part de tramuntana té poques obertures. Està construïda amb pedra basta unida amb calç. Els escaires i elements de ressalt són de pedra picada. Reixes forjades. La galeria del segon pis va ser tapiada.
La cambreria és una masia coberta a dues vessants amb el carener perpendicular a la façana de migdia. A la part central presenta planta i primer pis, amb grans obertures i grossos carreus. A la part esquerre hi ha l'antiga estada on encara s'endevina la llar de foc i la cuina. A la part dreta continua el vessant de teulada formant dos coberts amb un mur central. Està situada davant l'era i a la part nord-oest del torrent. Es de pedra sense polir unida amb fang i morter de calç, les obertures són de pedra picada.

## Història
Masia registrada en el fogatge del 12 d'octubre de 1553 a la parròquia de Sant Andreu de Pruyt, on consta un tal Pere Sunyer alies Torrent.
El portal de migdia presenta una creu esgrafiada, possiblement d'origen basc i estucada durant la primera guerra carlina, datada del 1833.